# Handsköld

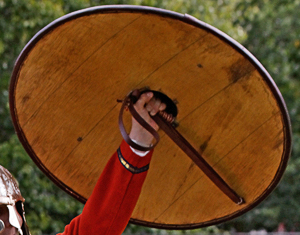
Vikingatida rundsköld med lodrätt sköldhandtag.

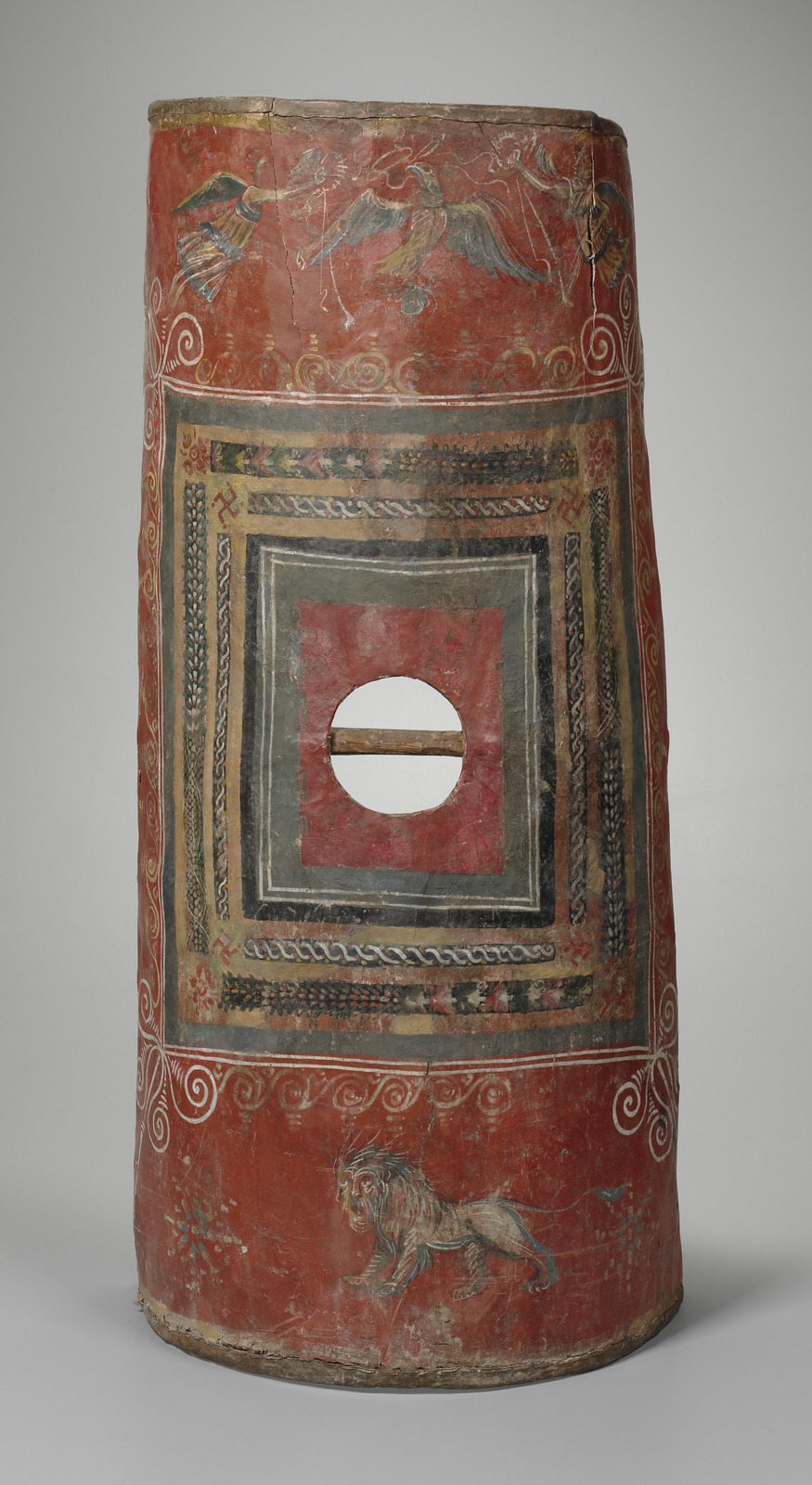
Bevarad romersk scutum-sköld med vågrätt sköldhangtag (sköldbuckla saknad).

Handsköldar är sköldar som bärs i handen istället för på armen såsom hos armsköldar. Handsköldar har på sköldens baksida vanligen ett så kallat sköldhandtag för användaren att greppa i. Ett vanligt sätt att montera handtaget är att montera detta dikt an till sköldens baksida och skära ut ett hål i sköldens mitt för användarens hand att greppa runt detta, vilken täcks med en sköldbuckla för att skydda användarens hand.
Vissa handsköldar, såsom den otympliga sentida romerska scutum-skölden, var försett med vågrätt sköldhandtag, medan andra, såsom den lätthanterliga vikingatida rundskölden, använde lodrätt sköldhandtag. Den senare är mycket mångsidig då användaren har hög kontroll över skölden och kan låta den rotera i handen för att avleda inkommande hugg.